# Llibreria Catalana
La Llibreria Catalana (francès: Librairie Catalane) és una llibreria fundada a Perpinyà (el Rosselló) el 1986 i és l'única de la Catalunya del Nord especialitzada en llibres en català i de temàtica catalana.
Fou fundada per Joan Miquel Touron i Mijo Gómez. Nascut a Vinçà (el Conflent) el 1959, Joan Miquel Touron i Mijo Gómez participaven del Grup Cultural de la Joventut Catalana, del qual sortiren moviments catalans posteriors que donaren lloc, entre d'altres, a la Universitat Catalana d'Estiu, les escoles La Bressola o l'associació Arrels. Aquest grup tenia una petita llibreria mòbil que recorria els pobles de la Catalunya del Nord venent llibres en català; Joan Miquel Touron era el responsable d'aquesta llibreria mòbil. Després d'aquesta experiència, obrí la Llibreria del Grup Cultural primer al Centre Cultural català, 2 carrer Sant Mateu de la qual era responsable Mijo Gómez seguit per l'obertura el 1983, d'un local a un entresol 13, plaça dels Peluts (13, place des poilus), Joan Miquel Touron continuava amb els mercats i fires del país. Els dos van comprar la "Librairie de Catalogne" que anys abans havia estat propietat de Julia Gual i després del poeta Jordi-Pere Cerdà.
El 2011 la llibreria fou traspassada a Joana Serra, nascuda a Perpinyà el 1985, tot i que amb forta vinculació amb Baó, on ha estat de vicepresidenta de l'associació catalanista Aire Nou de Bao. El 2020 va guanyar el VII Premi Martí Gasull i Roig per la seva defensa de la llengua.